# 폴 틸리히
폴 요하네스 틸리히(독일어: Paul Johannes Tillich 파울 요하네스 틸리히[*], 1886년 8월 20일~1965년 10월 22일)는 독일의 신학자이자 루터교 신부이다.

## 생애

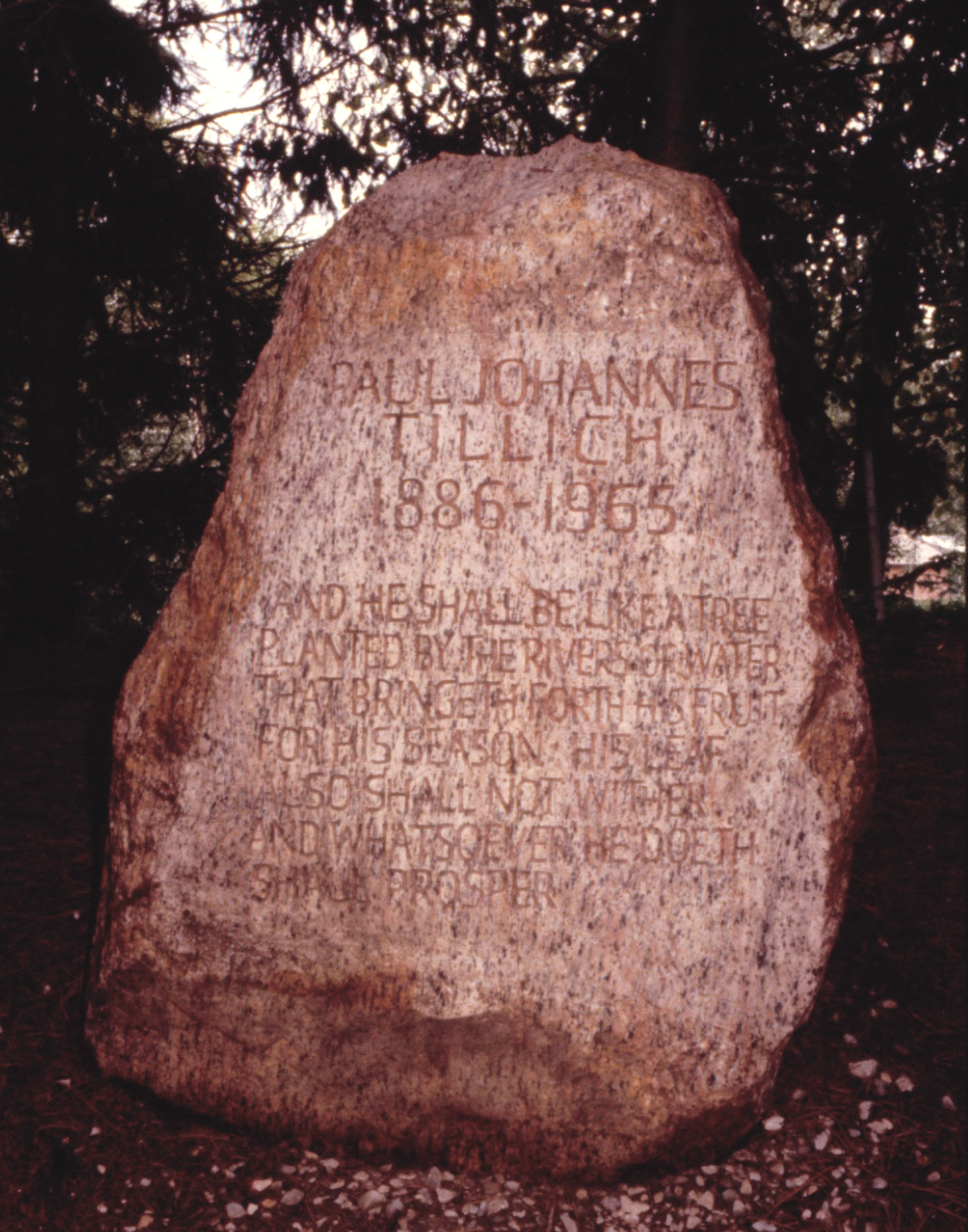
폴 틸리히 공원의 기념비

### 학창시절
1886년 8월 20일 루터교회 신부이자, 훗날 루터교회 주교가 되는 요한 오스카 틸리히 목사와 빌헬미나 마틸드 사이에서 태어났다. 1891년 작은 시골에서 자랐으며, 열다섯 살 되던 해인 1901년 베를린의 프리드리히 빌헬름 고등학교에서 공부했다. 1902년에는 루터교회 신부인 아버지에 의해 입교의식을 갖고 정식으로 그리스도인이 되었으며, 3년 뒤 할레 대학교에서 신학을 공부했다. 1909년 목사후보생고시에 합격, 수련을 받던 중 브로츠와프 대학교에서 철학박사 학위를 받았다. 이렇듯 다양한 수학 덕택에 폴 틸리히는 "철학자의 신학자이자 신학자의 철학자"라고 불렸다. 1911년 신학 분야의 최고 권위인 신학전문직 학위를 받으면서 대학교에서 가르치게 되었다. 

### 불트만의 영향
틸리히는 같은 시대에 활동하던 신정통주의 신학자 루돌프 불트만 (Rudolf Bultmann)의 영향을 받았다. 불트만은 현대의 남성과 여성에게 우주의 외계인을 그리게 하는, 하늘의 도시나 삼층적 우주 같은 신화적인 용어를 버려야 한다고 주장했다. 불트만은 그런 신화적 용어들 때문에 많은 현대인들이, 성서와 성서 이야기에 나타나는 고유한 구원의 메시지를 함께 거부하는 경향을 보인다고 생각했다. 그가 보기에 이런 상황을 해결하는 방법은, 그리스도의 구원을 현대적이고 철학적이며 심리학적이고 과학적인 언어로 다시 쓰는 것이었다. 그럴 때에야 비로소 현대의 남성과 여성은, 신화적인 용어가 더 이상 전달하지 못하는 기독교의 진리를 확인할 수 있을 것이라고 여겼다. 그래서 불트만은 그의 신학적 저술에서 기독교 메시지의 신화적인 표현을, 새롭고 실존적인 해석으로 교체시키려고 시도하였다. 틸리히는 성서의 "비신화화(demythologization)"를 요청하는 불트만의 메시지가 인상 깊었다.

### 제1차 세계대전
제1차 세계대전은 당시 유럽인들이 그러했듯 폴 틸리히에게도 영향을 주었다. 그는 하나님께서 인간의 삶을 가장 선한 길로 이끄신다는 낙관적인 역사관을 갖고 있었는데, 군목으로 복무하면서 그러한 생각은 깨지게 되었다. 자기가 살기 위해서 적을 죽이는 인간의 어두운 모습을 발견했기 때문이다. 이는 당시 유럽인들이 19세기에는 산업혁명의 영향으로 낙관주의를 갖고 있었지만, 전쟁을 계기로 인간의 잔인성을 목격하면서 불안과 절망을 갖게 되었음을 말해준다.

### 독일에서의 학자생활
1924년 폴 틸리히는 마르부르크 필리프 대학교의 부교수가 되어 학생들을 강의하여 학자로서의 삶을 시작했다. 다음 해에는 《종교적 정황》이 출판하여 학계에서 유명해졌으며, 1929년 프랑크푸르트 대학교의 철학과에서 사회학 정교수로 되어 학생들을 가르쳤으며, 당시 그가 가르친 내용은 칸트, 헤겔, 아퀴나스 등 철학자들의 가르침, 사회윤리학 등이 있다. 하지만 이러한 학자로서의 삶은 나치의 박해로 끝나게 된다.

### 나치와의 대립

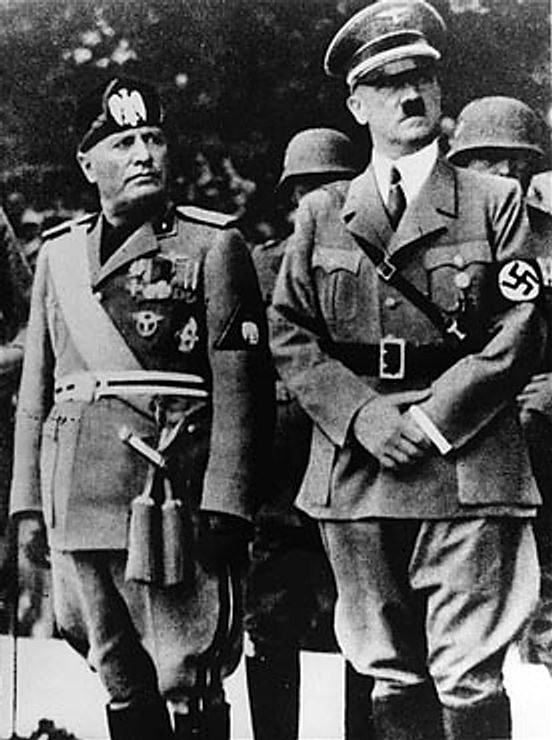
무솔리니와 히틀러

독재자 히틀러가 등장하며 나치때문에 종교 사회주의 이론가인 폴 틸리히의 학자로서의 삶도 끝이 났다. 그는 비유대인중에서는 최초로 교수직을 박탈당했고, 그의 책들이 소각당하는 수모를 당했다. 다행히 미국 뉴욕 유니언 신학교에서 틸리히를 1년간 철학부 교수로 모시겠다는 입장을 보였다. 틸리히는 히틀러의 독재와 홀로코스트로 고난받는 동족들과 유대인들을 버릴 수 없다고 생각했지만, 나치의 박해가 극심해지면서 1932년 10월 가족과 함께 미국에 가야 했다. 당시 그는 야훼께서 아브라함에게 하셨다는 말씀을 묵상했다.
| “ | 야훼께서 아브람에게 말씀하셨다. "네 고향과 친척과 아비의 집을 떠나 내가 장차 보여줄 땅으로 가거라. 나는 너를 큰 민족이 되게 하리라. 너에게 복을 주어 네 이름을 떨치게 하리라. 네 이름은 남에게 복을 끼쳐주는 이름이 될 것이다." | ” |
|   | — 창세기 12:1-2, 공동번역 |   |

도피 당시 틸리히는 고향에 다시 돌아가고 싶어했지만 1933년 12월 교수직이 나치에 의해 완전히 박탈당하고 말았다. 다행히 학교 측에서 1934년 5월 교수로 재임명한 덕분에 학생들을 가르치는 일을 계속할 수 있었다. 하지만 가르치는 일은 쉽지 않았다. 영어가 익숙하지 않은 그의 어색한 영어발음때문에 학생들이 그의 강의를 귀담아 듣지 못했던 것이다. 하지만 영어 실력이 늘어난 덕분에 신학, 심층심리학, 문학, 춤, 철학 등 해박한 학식을 학생들에게 가르칠 수 있었고, 학생들은 그의 해박하고 창의력이 있는 강의에 감동받았다. 당연히 그는 뉴욕 유니언 신학교의 '스타'가 되었다.

### 저술활동
틸리히는 1948년부터 1963년까지 출판 활동에 몰두하여, 《개신교 시대》(The Protestant Era)의 영문판, 설교집 《흔들리는 터전》(The Shaking of Foundations), 《조직신학》 1권 등이 출판되었고, 특히 존재에로의 용기(The Courage to Be)는 독자들의 사랑을 받았다. 그의 설교집 흔들리는 터전, 영원한 지금, 새로운 존재는 김광남의 번역으로 한국에도 소개되었는데, 도덕설교에 식상한 독자들로부터 신선하다는 좋은 평을 받았다.
그외 한국어로 번역되어 소개된 틸리히의 저서로는 교회사 강의문을 책으로 묶은 《기독교 사상사》(The Christian Throught)가 있는데, 신학자 송기득 신학비평 주간이 번역하고 대한기독교서회에서 책으로 만들었다.

### 은퇴 후의 삶과 죽음

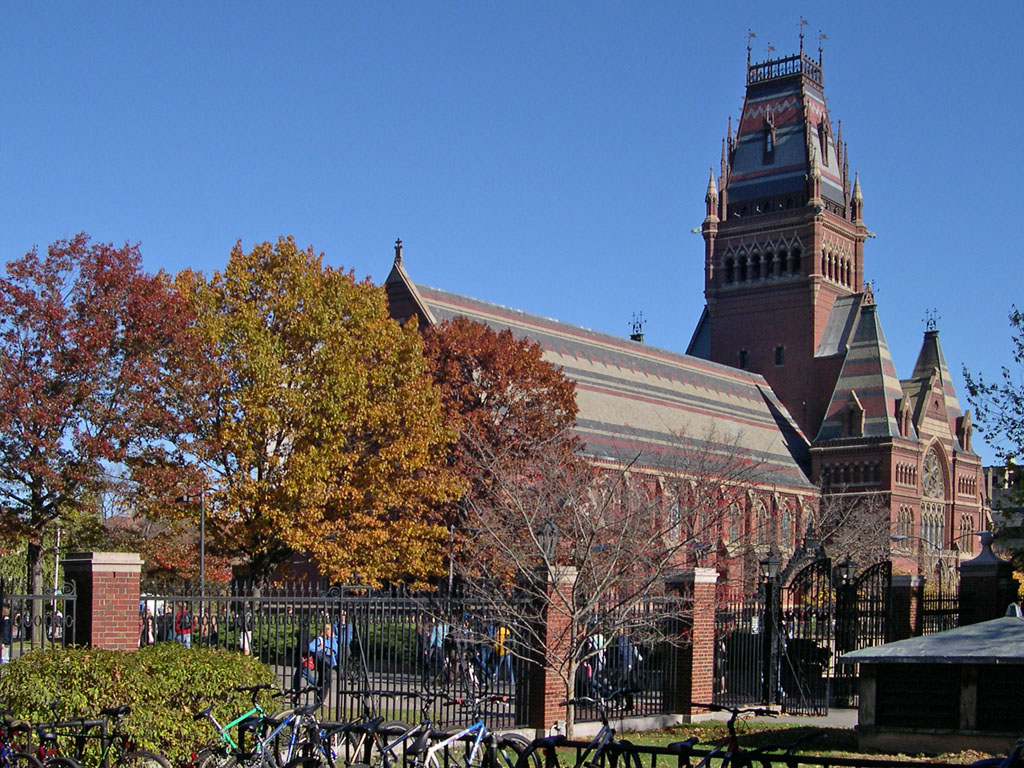
Harvard college - annenberg hall

폴 틸리히는 1955년 정년퇴임했으며, 하버드대학교의 요청으로 강의시간에 구애받지 않는 특별교수가 되었다. 덕분에 자신의 작은 집에서 신학박사학위를 준비하는 신학생들과 토론을 하는 한편 세미나도 열었다. 물론 학부 학생들도 그의 강의를 들었다. 1962년 하버드대학교 교수직에서 물러난 후 대학교 측의 요청으로 시카고 대학교 신학부에서 가르쳤다. 당시 72세의 할아버지 학자였던 폴 틸리히는 매학기 한 과목을 가르치되 네 학기 동안 가르쳤으며, 종교학자 미르치아 엘리아데와 종교역사에 대한 강의도 하였다. 1964년이후 폴은 건강이 무척 좋지 않아져서 다음해 10월 22일 숨을 거두었다. 그의 마지막 강의는 시카고 대학교 신학부가 주관한 강연회에서의 〈조직신학자에게 있어서의 종교사의 의미〉였다.
그가 숨을 거둔 후 주요 언론들은 틸리히의 별세기사를 보도하여, 《뉴욕타임즈》에서는 사설에서 '폴 틸리히는 인간의 삶의 전분야를 그의 신학 주제로 삼았다'라고 하였다. 시신은 화장되어 매장되었다. 이후 부인의 요구로 1966년 5월 29일(성령강림주일)에 폴 틸리히 공원에 모셔졌다.

## 신학
그리스도교 신학에 대한 틸리히의 접근은 고도로 조직적이다. 그는 그의 주저 '조직신학'의 서문에서 "변증신학의 관점에서 구성되고 철학과 지속적 상호관계를 수행하는 신학 체계의 방법과 구조를 제시하는 것"이 책의 목적이라고 썼다. 그는 "신앙은 현대문화를 수용해야 할 필요가 있고, 현대 문화도 신앙을 수용해야 할 필요가 있다"고 언급하면서, 문화와 신앙이 서로 상응하는 것을 추구했다. 결과적으로 틸리히의 신학은 변증적인 경향을 보이며, 평범한 일상적인 삶에 적용할 수 있는 구체적인 신학적 답변을 추구한다. 이것은 그의 대중적인 인기에 기여했는데, 왜냐하면 그런 경향으로 인해 그의 주장이 신학 비전공자인 독자들에게 쉽게 수용될 수 있었기 때문이다. 폭넓은 관점에서, 계시는 종교의 근원으로 이해된다. 틸리히는 '신앙이 가장 높은 수준의 이성'이라는 토마스 아퀴나스의 언급을 확인하면서, 계시가 이성에 반대하는 방향으로 주어지지 않는다고 주장하여, 계시와 이성의 화해를 추구했다. 인간 주체 경험의 두 축은 서로를 보완하는 관계에 있다는 것이다.

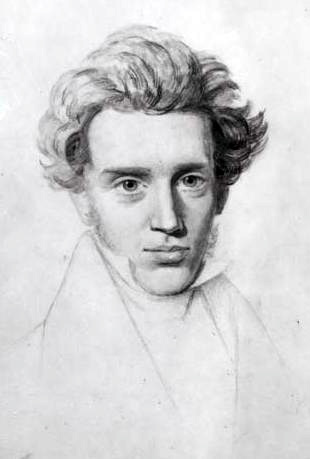
키에르케고르

그의 형이상학적 접근에서 틸리히는, 존재의 본성에 초점을 맞추는 확고한 실존주의자이었다. 그는 신과 인간의 관계에 대한 신학적 접근 방식으로 "상호 관계의 방법"(method of correlation)을 제시했다. 틸리히에 따르면, 그 방법의 목적은 "상호의존 관계에 있는 실존적 질문과 신학적 대답을 통해 기독교 신앙의 내용을 설명하는 것"을 목표로 한다. 무(無)는 구체적인 존재 그 자체의 의미를 다루는 실존주의 철학의 주요한 모티프이다. 틸리히는 비존재의 불안(실존적인 고통)이 존재 그 자체의 경험에서 고유한 것이라고 주장한다. 간단히 말해서, 사람들은 그들 자신의 죽음을 걱정한다. 키에르케고르(Søren Kierkegaard)와 프로이트(Sigmund Freud)의 뒤를 이어, 틸리히는 우리가 비존재의 충격(the terror of our own nothingness)에 직면하는 가장 내재적인 성찰의 순간을 말한다. 우리가 "죽을 수밖에 없음"을 인식하는 것은, 스스로 유한한 존재임을 아는 것이다. 이러한 내적인 성찰의 분위기에서 자연스럽게 떠오르는 질문이 하나 있다. "무엇이 우리를 존재하게 하는가?" 틸리히는 근본적으로 유한한 존재는 다른 유한한 존재에 의해서 유지될 수 없다고 결론내린다. 물론 그 유한한 존재는 최소한 잠재적으로 무한한 변화의 가능성을 지니고 있다. 유한한 존재를 유지시킬 수 있는 것은, 존재 자체이거나 "존재의 토대(ground of being)"이다. 그것을 틸리히는 하나님(신적 존재)과 동일시한다.

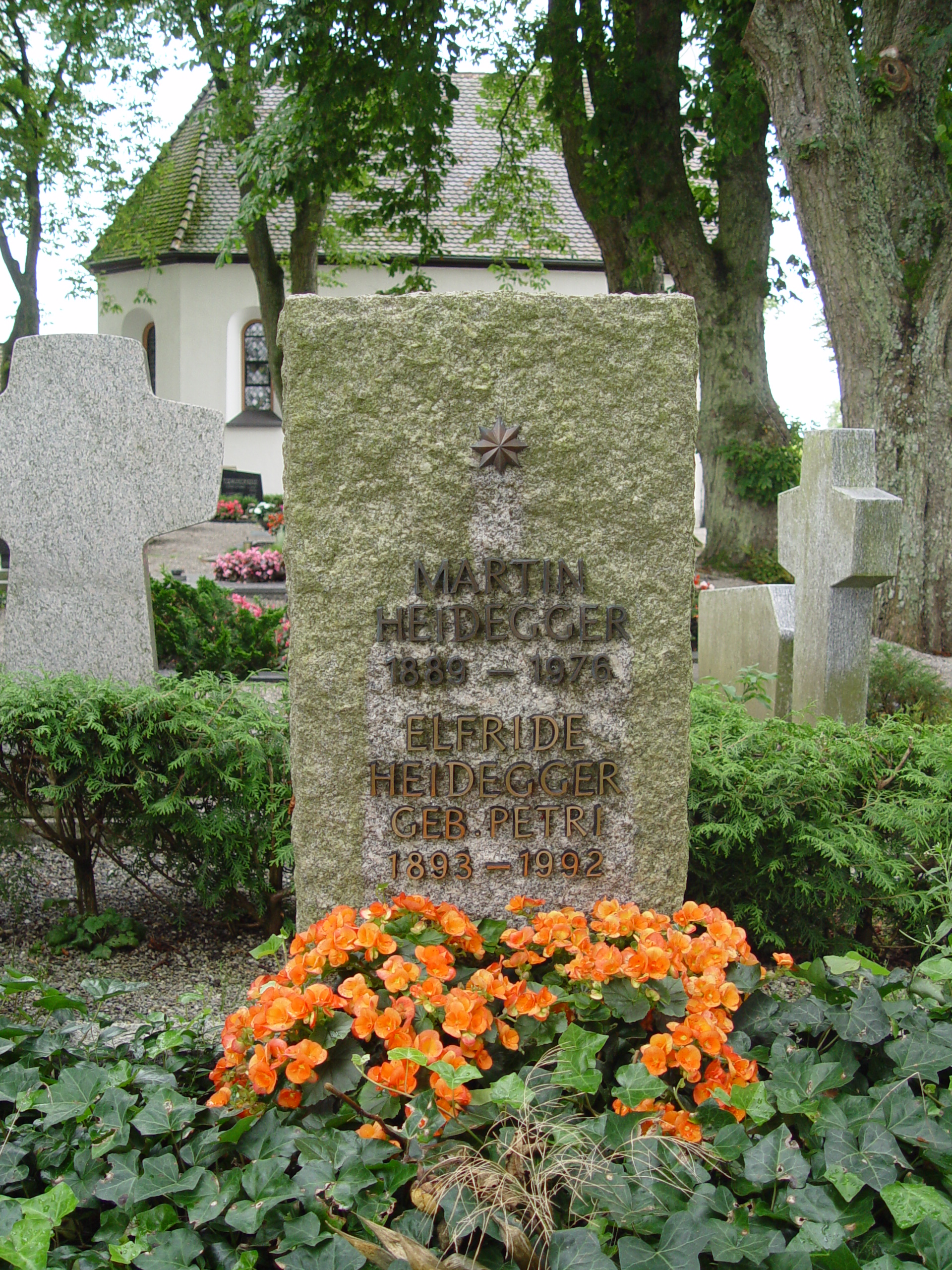
하이데거 묘비

틸리히가 구사하는 현상학적인 용어의 대부분은, 그 연원이 철학자 마르틴 하이데거(Martin Heidegger)로 거슬러 올라갈 수 있다. 틸리히는 하이데거를 1933년에 만난 적이 있었다. 또한 틸리히는 조직신학에서 신과 존재에 관한 토론 중 하이데거의 근본적인 존재론의 기본 틀 일부를 사용했다.
틸리히는 신앙이 거룩함의 체험이라는 점에서는 확실하지만, 유한한 인간이 무한한 신을 받아들이는 것이어서 그로 인해 생기는 "불확실성"을 불가피하게 갖고있다고 주장한다. 이러한 불확실성은 배척해야할 대상이 아니라, 오히려 그것을 적극적으로 받아들이는 용기를 지닐 때, 우리는 신앙의 역동성(dynamics of faith)을 구현할 수 있다. 그래서 틸리히는 "신앙"이, 모험이 불러오는 불확실성 때문에 생겨나는 의심을 내적인 요소로 갖는 "궁극적 관심(ultimate concern)"이라고 말한다.
| “ | 신은 존재하지 않는다. 그는 실재와 존재를 넘어서는 존재 자체이다. 그러므로 신의 존재에 대한 논쟁은 그를 부인하는 것이다. | ” |
|   | — 틸리히 |   |

틸리히는 상징이 신앙에서 매우 중요하다고 주장했다. 왜냐하면 "신앙은 궁극적으로 관심하는 존재의 상태"이기 때문이다.

## 상관관계방법으로서 신학방법론
폴 틸리히는『조직신학』제1권에서 신학의 목적을 다음과 말한다. 자기 신학의 목적은 변증적인 관점에서 기술되고, 철학과의 지속적인 상관관계 속에서 수행된 신학적 체계의 방법과 구조를 제시하는 것이라고 한다. 신학의 과제는 중재, 즉 그리스도 예수 상에 나타난 진리의 영원한 기준과, 개인과 공동체의 변화하는 경험들 곧 실재를 인식함에 있어 다양한 질문들과 범주들 사이의 중재하는 것이라고 한다.
허호익 교수는 폴 틸리히의 신학방법론으로서 상관의 방법(the method of correlation)을 학술적으로 잘 진술하였다. 그는 틸리히는 자신의 신학방법으로서의 상관 관계의 방법(the method of correlation)을 이렇게 설명한다. 상황 속에 포함되어 있는 문제들과 메시지 속에 포함되어 있는 질문들을 상호관련시킨다. 그것은 문제와 답변, 상황과 메시지, 인간 실존과 신적인 자기 계시를 상호관계시키는 것이라고 한다. 틸리히는 신과 인간의 관계를 상호 의존적인 관계로 보기 때문에 일방적으로 신을 인간에 관계시키거나 의존시키지 않으며 또한 인간을 신에 의존시키거나 관계시키지 않는다. 실존적 질문이 신학에 의해 형성된 계시적 진리를 위한 근거가 되지 않는다고 보기 때문이다. 또한 인간은 자신의 곤경의 분석을 통해 하나님의 자기 계시를 끄집어 낼 수도 없고, 또한 인간은 자기 자신이 질문하지 않은 질문에 대해서는 해답을 받을 수 없다고 한다. 따라서 틸리히는 하나님과 인간 관계에 대한 자연주의적 설명이나 초자연주의적 이해를 모두 배격한다고 한다.
이 신인관계의 상관성의 인식론적 측면을 상징적으로 말하면 ‘하나님의 대답과 인간의 질문’사이의 상관 관계로 다음과 같이 설명된다. 존재하는 인간은 이 질문에 주어진 해답의 충격아래 그 자신이 존재하고 사는 질문을 묻는다. 계시는 항상 질문될 것이고 이미 질문된 질문에 대한 해답이다.이러한 대답과 질문은 구체적으로 기독교의 메시지와 인간의 실존적 상황에 대한 상징적 표현이다. 따라서 메시지와 상황은 상관관계를 가지며 대답과 질문의 관계는 실존적이다. 이 대답은 내용적으로 계시사건에 의존하고 형식적으론 질문의 구조에 의존한다. 따라서 기독교의 진리가 시대적 상황에 적응하지 못할 경우 ‘악마적 절대주의’에 빠져 그 호소력을 상실하고 반면에 진리를 희생시켜며 상황에 에 순응할 경우에는 ‘공허한 상대주의’에 빠져 세속주의로 넘어가게 된다고 하였다.
틸리히는 ‘상관’이란 용어를 세 가지 의미로 사용한다. 상이한 여러 데이타의 상응성, 개념들의 논리적 상호 의존성, 구조적인 전체 속에서 사물들과 사건들의 참다운 상호의존성이 ‘상관’이란 의미로 사용된다는 것이다. 신학에서 이러한 ‘상관’의 의미가 구체적으로 종교적 지식에 관하여, 종교적 경험 안에서 하나님과 인간의 관계에 관하여, 그리고 하나님과 세계에 관한 진술을 결정하는 데에 적용되어 사용된다. 그것은 상징과 상징되는 것, 유한한 인간과 무한한 하나님, 궁극적 관심과 궁극적 관심을 주는 것 사이의 논리적이고 실제적 의미로써 상관관계를 맺는 데에 그 의미를 가진다.
틸리히는 상관 관계의 근거와 ‘상관’의 의미를 설명한 후 기독교 신학이 기독교 신앙과 인간의 실존을 관계시키는데 있어 잘못된 방법을 세 가지 지적하고 이를 거부한다. 틸리히의 이러한 상관의 방법은 다음의 세 가지 방법의 오류를 피하면서 극복한다고 말한다.
- 첫째 초자연주의적인 방법(supranaturalistic method)이다. 초자연주의에는 기독교 메시지를 외부로부터 들어온 것으로 보기 때문에 조정이 존재치 않는다. "계시된 말씀"에 대한 조율이 결핍된 "말씀의 계시"는 인간과는 무관할 뿐이다.
- 둘째는 자연주의적 방법(naturalistic method)이다. 자연주의적 인간론적 방법은 기독교 메시지를 인간의 자연적 상태에서 추론한다. “계시된 말씀"이 “말씀의 계시"로 뒤바뀔 때 결국 하나님은 인간으로부터 영원히 추방당하게 된다. 틸리히에 있어서 초자연은 숨겨진 자연이며, 자연은 나타난 초자연이다. 그는 ‘상호 관계의 방법’이라는 묘(妙)를 통하여, 실존의 분석에서 자연신학을 해명하고, 실존에 내포된 질문에 주어진 대답으로 초자연 신학을 해명한다. 이렇게 하여 자연주의와 초자연주의 사이의 괴리는 상관의 방법을 통하여 극복된다
- 셋째는 이원론적 방법(dualistic method)이다. 이원론적 방법은 하나님과 인간사이의 무한한 거리를 인정하면서도 둘 사이의 궁극적 관계가 있어야 한다고 주장한다. 그리고 그 방법은 인간 자신의 노력이나 자연계시를 통해 알 수 있다고 함으로써 결국은 질문의 형태 속에서 대답을 끄집어낸다. "계시된 말씀"과 "말씀의 계시"는 결코 만날 수 없다는 자연신학적인 파토스는 결국 인간과 하나님 사이의 영원한 평행선만을 남기게 된다.    이러한 세 가지 오류의 지적을 통해서 틸리히는 다시 한번 상관관계의 방법이 질문에서 대답을 추론하거나, 대답에서 질문을 연역하지 않는 질문과 대답을 ‘상관’시키는 제4의 방법을 강조하고 있다.

결국 폴 틸리히의 상호관계의 방법은 기독교 신앙의  내용을 실존적으로 질문하고 이에 대하여 신학적으로 대답을 통하여 서로 상호의존(interdependence)시키는 것이다. 신의 대답으로부터 출발하는 바르트와는 달리 틸리히의 출발점은 인간의  물음이다. 인간의 물음이 무엇인가에  대한 그의 탐구는 그로 하여 인간  문화의 광범위한 영역을 탐구하게  만든다. 그 까닭은 그는 인간은 문화적 형식들 속에서 스스로를 가장 훌륭하게 드러낸다고  믿기 때문이다. 인간은 문화적 형식들로  둘러싸여 있으며, 이 문화적 형식들을 통하여  인간은 자신과 자신의 이해, 관심 및 불안들을 표현한다고 한다. 그에게 있어서 문화의 종교의 형식이다.

## 정치적 활동
틸리히는 사회주의를 옹호했으며, 1차 세계 대전이후에 종교적 사회주의자 계열로 활발하게 활동하였다. 그는 1919년에 출판물을 발간하여 기독교 지도자들이 사회주의자가 되어 사회주의 운동에 가담하기를 권장하였으며 사회주의와 사회주의 구조야 말로 기독교를 하나로 만들 수 있다고 주장하였다. " 사회주의 기독교 펠로쉽"을 1930년 경에 라인홀드 니부어와 함께 결성하였다. 그는 자본주의, 개인주의가 기독교 윤리와 양립할 수 없다고 주장하였을 뿐만 아니라, 마르크스주의 소외론을 옹호하는 견해를 보였다. 하지만, 사회주의가 정답이라는 역사적 결정론은 거부하였다.
그는 나치즘은 정치적 낭만주의로 간주하였으며 피, 흙, 사회 단체를 낭만주의 정치의 3대 기본 신화로 생각하였다.

## 비판적 견해
틸리히는, paleo-orthodoxy 운동에 참여한 듀크 대학교 스탠리 하우어워스 교수와 윌리엄 헨리 윌리몬 교수가 1999년에 쓴, 《외국인 거주자》(영어: Resident Alience)라는 책에서, "최후의 위대한 19세기 신학자"로 묘사되었다. 그들은 예수의 말씀과 일, 그리고 인격에 대해서 틸리히와 의견을 날카롭게 달리하고 있다. 그들이 보기에 '틸리히의 혁신'은 19세기 개신교 자유주의 신학을 다시 이야기 하는 것에서 조금 나아갔을 따름이다.
C. S. 루이스는, 기독교의 메시지가 "비신화화"를 필요로 한다는, 틸리히가 불트만과 함께 한 주장에 대해 언급했다. 루이스는 성서의 이야기에 표현된 신화적인 용어가, 틸리히의 실존주의적인 용어보다 더 풍부하고 더 다채로운 성격을 지니고 있다고 주장했다. 루이스는 자신의 신화에 대한 강조와 틸리히의 상징에 대한 강조가, 아마도 같은 것에 대한 서로 다른 표현 방법으로 해석될 수 있다고 여겼지만, 그럼에도 틸리히가 이야기를 불필요하게 비신화화 시켰다고 생각했다. 그럼에도 불구하고 루이스는 틸리히가 기독교의 전통적인 이야기로부터 극단적으로 동 떨어져 있다고 보는 견해를 거부했다.

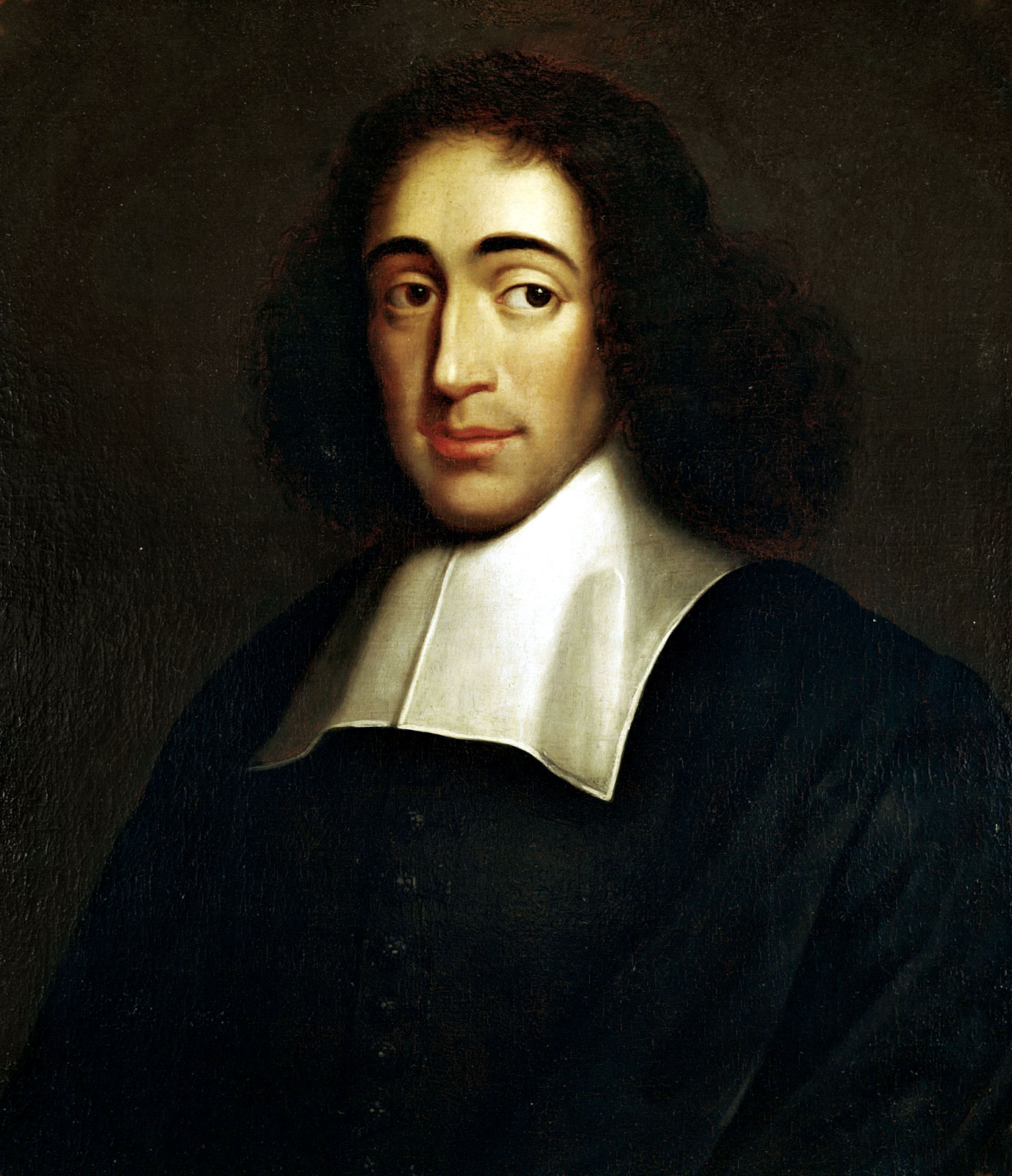
스피노자

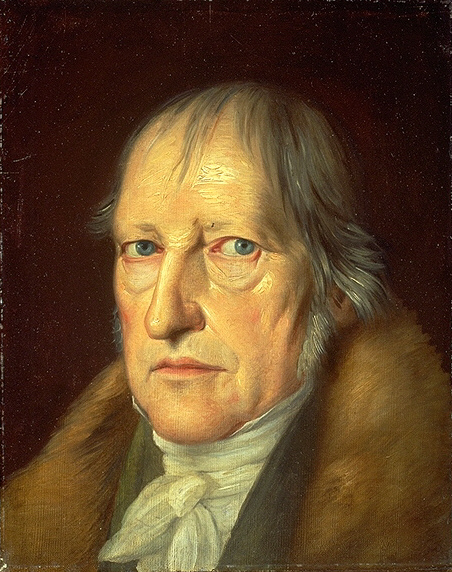
헤겔

게다가 종교적으로 정통주의자들이 가한 틸리히에 대한 비판은, 틸리히를 세속적이고 인본주의적인 사상가로 여겨지게 했다.
| “ | 놀라운 용기를 지닌 채 틸리히가 대담하게 말한 것은, 일반 대중들이 믿는 신은 존재하지 않고, 한 발 더 나아가, 대중이 지닌, 그의 존재에 대한 믿음은 우상 숭배이며, 궁극적으로 그것은 미신에 상응한다는 것이다. 신은 실체들 가운데 실체일 수 없으며, 그것은 가장 높은 차원의 실체라고 하더라도 마찬가지이다. 틸리히의 신관은 스피노자의 신관이나 헤겔의 신관과 같다. 스피노자와 헤겔은 모두 과거의 신학자들에게 그들의 무신론 때문에 비난받은 철학자들이다. 왜냐하면 과거의 신학자들에게 신은 존재 이거나 또는 실체가 아니었기 때문이다. 그러나 틸리히는 우리 시대에 최전선에 서 있는 신학자 중 한 명이다. | ” |
|   | — 시드니 후크(Sidney Hook), "폴 틸리히의 무신론" |   |

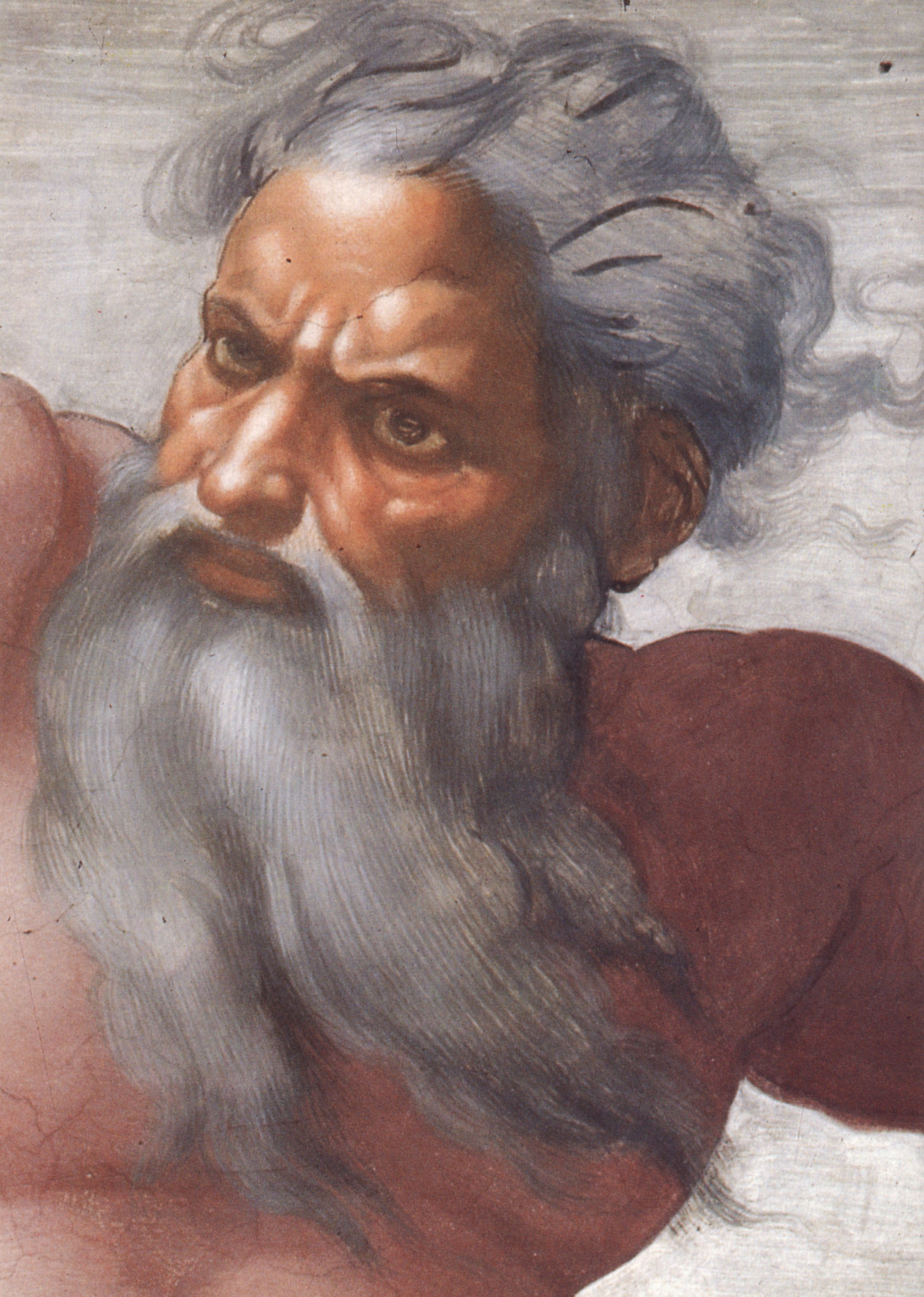
미켈란젤로가 그린 신

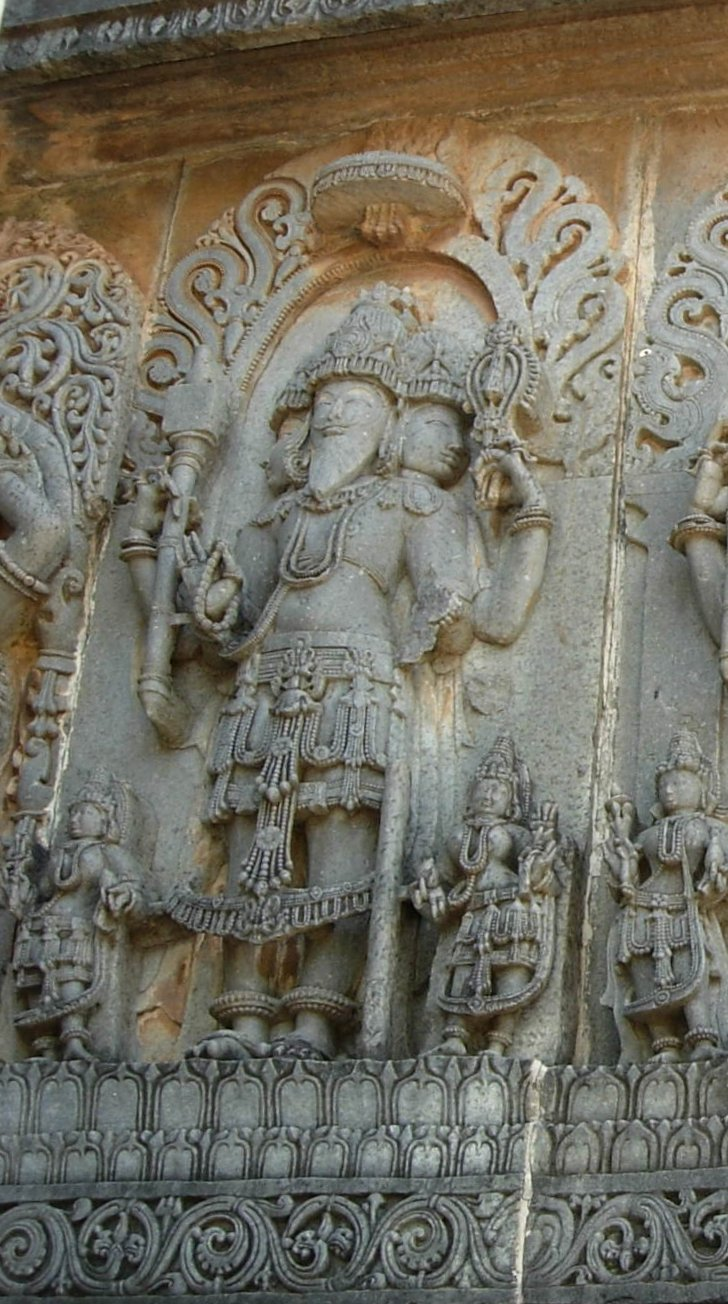
힌두교 사원의 브라마

많은 학구적인 신학자들은 틸리히의 신관에 대해 비슷한 비평을 했다. 과정신학자인 루이스 S. 포드(Lewis S. Ford)는 비인격적인 신을 주장하는 틸리히의 시도가, 유대-기독교가 지닌 인격적인 신 개념보다 동양 종교가 지닌 비인격적인 신 개념에 가깝다고 비판한다.
| “ | 틸리히의 저서에 대한 많은 고려사항은, 아마도 신이 하나의 존재라는 견해에 반대하는 오랜 논쟁의 하나로 간주된다. 우리는 그가 기본적인 오류를 일으키고 있다고 느낀다. 그것은 철학적이고 종교적인 측면 모두에서 이루어진 그의 성공적인 업적을 위태롭게 하는 오류이다. 신이 하나의 존재가 아니라는 주장은, 신을 살아있으며 인격적인 존재로 인식하는 유대-기독교 전통의 일신교적인 성격과 정면으로 대립되는 것이다. 그것은 무조건적이고 비인격적인 힌두교의 브라마가 나타내는, 일원론적인 견해와 더 가깝다. | ” |

## 어록
| “ | 예수님을 가장 효과적으로 위협하고 그분을 죽음에로 몰아갔던 것은 그분의 시대의 "종교적 순응주의"였습니다. 그리고 그런 상황은 교회 안에서도 다르지 않았고 지금도 마찬가지입니다. 왜냐하면 기독교 교회들 역시, 비록 그들이 오는 세대에 대해 증언하고 시간과 공간 안에서 오는 세대를 대표하고 있을지라도, 이 세대에 속해 있기 때문입니다. 교회들은 이 세대의 부패와 그것의 선과 악의 혼합에 참여하고 있습니다. 또한 교회의 역사는 교회의 부패에 대한 끊임없는 증언의 역사입니다. 그러므로 순응하지 말라는 바울의 경고는 또한 교회에도 해당됩니다. | ” |

| “ | 모든 심각한 의심과 진리에 대한 실망속에는 아직 진리에 대한 열정이 작동하고 있습니다. 그러니 진리에 대한 당신의 불안을 너무 빨리 해소하려는 사람들에게 굴복하지 마십시오. 비록 그 유혹자가 당신의 교회이든 당신이 속한 당파이든 아니면 당신의 부모때부터의 전통이든 간에 정말 당신 자신의 진리가 아니면 거기에 유혹되지 마십시오. 만일 당신이 예수와 함께 갈 수 없다면 모든 심각함으로 (진지한 회의주의자였던)빌라도와 함께 가십시오. | ” |

## 틸리히의 저서 및 관련 도서
- 《영원한 지금》The Eternal Now ,한국어 설교집은 영원한 지금/김광남 옮김/뉴라이프가 있음.
- 《종교적 상황》The Religious Situation (1925, Die religiose Lage der Gegenwart), Holt 1932, Meridian Press 1956,
- 《역사의 해석》The Interpretation of History (1936)
- 《개신교의 기원》The Protestant Era (1948), The University of Chicago Press
- 《흔들리는 터전》The Shaking of the Foundations (1948), Charles Scribner's Sons, (설교 모음집)-한국어 설교집은 흔들리는 터전 - 폴 틸리히 설교집 1,/김광남 옮김/뉴라이프가 있음.
- 《조직신학》 Systematic Theology, 1951–63 (3 volumes), University of Chicago Press
  - Volume 1 (1951). ISBN 0-226-80337-6
  - Volume 2: 실존과 그리스도(Existence and the Christ) (1957). ISBN 0-226-80338-4
  - Volume 3: 삶과 영혼: 역사 그리고 하나님의 나라(Life and the Spirit: History and the Kingdom of God) (1963). ISBN 0-226-80339-2
- 《존재하고자 하는 용기》The Courage to Be (1952), Yale University Press, ISBN 0-300-08471-4 (2nd ed)
- 《사랑, 힘, 그리고 정의: 존재론적인 분석과 윤리적인 적용》 Love, Power, and Justice: Ontological Analysis and Ethical Applications (1954), Oxford University Press, ISBN 0-19-500222-9
- 《성서적인 종교와 궁극적인 실재 찾기》Biblical Religion and the Search for Ultimate Reality (1955), University Of Chicago Press, ISBN 0-226-80341-4
- 《새로운 존재》The New Being (1955), Charles Scribner's Sons, ISBN 0-684-71908-8, (설교 모음집), 2006 Bison Press edition with introduction by Mary Ann Stenger: ISBN 0-8032-9458-1 , 한국어 설교집은 새로운 존재 - 폴 틸리히 설교집 2/김광남 옮김/뉴라이프가 있음.
- 《신앙의 역동성》Dynamics of Faith (1957), Harper and Row, ISBN 0-06-093713-0
- 《문화의 신학》Theology of Culture (1959), Oxford University Press, ISBN 0-19-500711-5
- 《기독교와 세계 종교의 만남》Christianity and the Encounter of the World Religions (1963), Columbia University Press
- 《도덕 그리고 그것을 넘어서》Morality and Beyond (1963), Harper and Row, 1995 edition: Westminster John Knox Press, ISBN 0-664-25564-7
- 《지금 이 순간의 영생》The Eternal Now (1963), Charles Scribner’s Sons, 2003 SCM Press: ISBN 0-334-02875-2, university sermons 1955–63, online edition
- 《궁극적 관심: 틸리히와의 대화》Ultimate Concern: Tillich in Dialogue (1965), editor D. Mackenzie Brown, Harper & Row
- 《절대적인 것을 찾아서》My Search for Absolutes (1967, posthumous), Simon & Schuster, 1984 reprint: ISBN 0-671-50585-8 (자서전적인 기록 포함)
- 《종교의 철학》, 종교란 무엇인가? (1969), ed. James Luther Adams. New York: Harper & Row
- 《종교의 철학에서 종교적 개념의 정복》The Conquest of the Concept of Religion in the Philosophy of Religion, 종교란 무엇인가?
- 《문화의 신학에 관한 고찰》, 종교란 무엇인가?
- 《1936년에 쓴 나의 여행기: 두 세계 사이에서》My Travel Diary 1936: Between Two Worlds (1970), Harper & Row, (edited and published posthumously by J.C. Brauer)
- 《기독교 사상의 역사: 그것의 유대적이고 헬레니즘적인 기원에서부터 실존주의에 이르기까지》A History of Christian Thought: From its Judaic and Hellenistic Origins to Existentialism (1972), Simon and Schuster, (edited from his lectures and published posthumously by C. E. Braaten), ISBN 0-671-21426-8;
- 《기독교 사상의 역사》A History of Christian Thought (1968), Harper & Row, online edition contains the first part of the two part 1972 edition (comprising the 38 New York lectures) ,고대교회부터 종교개혁이후까지의 기독교 사상들을 설명한 책이다.1953년 유니온 신학교에서의 강의를 원고로 한다. 1983년, 2005년 신학자 송기득이 번역했고, 대한기독교서회에서 책으로 만들었다.
- 《과학의 체계》The System of the Sciences (1981), Translated by Paul Wiebe. London: Bucknell University Press.
- 《틸리히의 핵심》The Essential Tillich (1987), (명문집) F. Forrester Church, editor; (Macmillan): ISBN 0-02-018920-6; 1999 (U. of Chicago Press): ISBN 0-226-80343-0
- 《폴 틸리히, 그의 삶과 사상》Paul Tillich, His Life & Thought (1976), by Wilhelm Pauck, Harper & Row, ISBN 0-06-066474-6, 1989 reprint: ISBN 0-06-066469-X
- 《변화하는 시대 20세기 신학의 신 그리고 세계》20th Century Theology God & the World in a Transitional Age by Stanley Grenz and Roger E. Olson, p. 114-130
- 《폴 틸리히의 예술적 철학》Paul Tillich's Philosophy of Art (1984), by Michael Palmer, Berlin and New York: Walter de Gruyter, p. 6, 8-9, 66 and 184.
- 《폴 틸리히:경계선의 신학자》/박만 지음/살림
- 황민효, 《폴틸리히의 신학》I, II, 한국장로교출판사, 2008.
- 《현대신학이야기:경계선의 신학자-폴 틸리히》 /박만 지음/살림-칼 바르트, 해방신학, 생태신학등의 현대신학 이야기를 들려주면서 틸리히 이야기도 해주고 있다.

## 같이 보기
- 기독교적 실존주의
- 신정통주의
- 내재신론
- 철학적 신학
- 조직신학